# Marcel van der Net
Marcel van der Net (Dordrecht, 24 december 1964) is een Nederlands voormalig profvoetballer die uitkwam voor DS'79, SVV, FC Utrecht, RBC Roosendaal en FC Dordrecht.

## Loopbaan als speler
Van der Net werd geboren in Dordrecht en ging daar voetballen bij ODS. Op 21-jarige leeftijd, in 1985, stapte hij over naar DS'79, dat uitkwam in de eerste divisie. Hij werd direct basisspeler en speelde in zijn eerste seizoen 36 wedstrijden. In de zomer van 1987 promoveerde de ploeg naar de eredivisie om na één seizoen weer te degraderen. 
In 1989 stapte hij over naar SVV, dat destijds eveneens uitkwam in de eerste divisie. In de zomer van 1990 promoveerde hij met SVV en in het seizoen 1990/91 kwam hij wederom uit in de eredivisie. Aan het eind van dat seizoen fuseerde SVV met Dordrecht '90.
Van der Net stapte die zomer over naar FC Utrecht, waar hij vanaf 1991 zes en half seizoen speelde. Toen zijn rol in het seizoen 1997/98 uitgespeeld bleek, liet hij zich voor anderhalf seizoen verhuren aan RBC Roosendaal. In 1999 keerde hij terug naar FC Dordrecht, waar hij nog drie seizoenen basisspeler was. In 2002 beëindigde hij zijn actieve carrière.

## Loopbaan als trainer
In 2005 werd Van der Net jeugdtrainer bij Sparta Rotterdam. In 2012 stapte hij over naar FC Utrecht, waar hij in 2015 coördinator jeugdscouting werd.

## Clubstatistieken
| Seizoen | Club             | Land               | Competitie     | Duels | Goals |
| ------- | ---------------- | ------------------ | -------------- | ----- | ----- |
| 1985/86 | DS'79            | Vlag van Nederland | Eerste divisie | 36    | 2     |
| 1986/87 | DS'79            | Vlag van Nederland | Eerste divisie | 35    | 3     |
| 1987/88 | DS'79            | Vlag van Nederland | Eredivisie     | 32    | 1     |
| 1988/89 | DS'79            | Vlag van Nederland | Eerste divisie | 34    | 2     |
| 1989/90 | SVV              | Vlag van Nederland | Eerste divisie | 35    | 2     |
| 1990/91 | SVV              | Vlag van Nederland | Eredivisie     | 29    | 2     |
| 1991/92 | FC Utrecht       | Vlag van Nederland | Eredivisie     | 30    | 2     |
| 1992/93 | FC Utrecht       | Vlag van Nederland | Eredivisie     | 32    | 4     |
| 1993/94 | FC Utrecht       | Vlag van Nederland | Eredivisie     | 29    | 5     |
| 1994/95 | FC Utrecht       | Vlag van Nederland | Eredivisie     | 28    | 1     |
| 1995/96 | FC Utrecht       | Vlag van Nederland | Eredivisie     | 30    | 2     |
| 1996/97 | FC Utrecht       | Vlag van Nederland | Eredivisie     | 29    | 0     |
| 1997/98 | FC Utrecht       | Vlag van Nederland | Eredivisie     | 5     | 0     |
| 1997/98 | → RBC Roosendaal | Vlag van Nederland | Eerste divisie | 10    | 1     |
| 1998/99 | → RBC Roosendaal | Vlag van Nederland | Eerste divisie | 10    | 1     |
| 1999/00 | Dordrecht '90    | Vlag van Nederland | Eerste divisie | 32    | 1     |
| 2000/01 | Dordrecht '90    | Vlag van Nederland | Eerste divisie | 34    | 2     |
| 2001/02 | Dordrecht '90    | Vlag van Nederland | Eerste divisie | 33    | 6     |